# Estádio Nacional da Costa Rica
O Estádio Nacional da Costa Rica (em castelhano: Estadio Nacional de Costa Rica) foi um estádio multiuso localizado em San José, capital da Costa Rica. Inaugurado em 29 de dezembro de 1924, foi o principal palco para as partidas de futebol do selecionado local. Em 12 de maio de 2008, o "Tacita de Plata", como era conhecido popularmente, foi demolido para a construção no mesmo local do novo e moderno Estádio Nacional da Costa Rica, inaugurado em 26 de março de 2011.

## Histórico
Algumas celebridades e autoridades foram recebidas no estádio, como o piloto Charles Lindbergh, em 1928, Jesse Owens, em 1968, o rei Juan Carlos da Espanha e sua esposa, em 1977, ou o Papa João Paulo II, em 1983. Em seu gramado foram montados palcos para inúmeros shows, principalmente da banda Aerosmith em 1994 ou o tenor Luciano Pavarotti em 2004.
O último jogo de futebol ocorreu uma semana antes do início da sua demolição, quando o time da Universidade da Costa Rica perdeu para o Brujas por 3–2 em confronto válido por um torneio de verão amistoso. Sua capacidade máxima era de 25 000 espectadores.